# Tolmerus poecilogaster
Tolmerus poecilogaster là một loài ruồi trong họ Asilidae. Tolmerus poecilogaster được Loew miêu tả năm 1849. Loài này phân bố ở vùng Cổ Bắc giới.